# Hard Night
Hard Night (Permanent Midnight) è un film drammatico del 1998 diretto da David Veloz e interpretato da Ben Stiller e tratto dal romanzo autobiografico dello scrittore Jerry Stahl.

## Trama
Jerry Stahl è un uomo di grande successo a Hollywood ma la sua vita è completamente fuori controllo a causa dell'uso di droghe. Ma qualcosa sta per cambiare completamente la sua vita...